# IDEFIX CU1
IDEFIX CU1 (nach dem Start auch BreizhSAT-OSCAR 47 von bretonisch für Bretagne-Satellit und der englischen Abkürzung OSCAR) ist ein französischer Amateurfunksatellit.
Der Satellit wurde von Funkamateuren der AMSAT-France entwickelt und gebaut. Er verfügte über Sender im 2-m- und 70-cm-Band.  Der Satellit ist zusammen mit dem Schwestersatelliten IDEFIX CU2 fest auf die Oberstufe der Rakete montiert, welche den Erdbeobachtungssatelliten Spot 5 ins All brachte.

## Mission
Der Satellit wurde am 4. Mai 2002 mit einer Ariane-42P-Rakete vom Centre Spatial Guyanais gestartet. Er wurde am 10. Mai 2002 aktiviert und sendete Telemetriesignale und aufgezeichnete Sprachnachrichten im 2-Meter-Band. Die Sprachmeldungen erfolgten in Englisch, Deutsch, Französisch und Japanisch. Nach 32 Tagen stellte BO-47, der nicht über Solarzellen verfügt, seinen Betrieb ein.
Die Mission diente auch dem Test von bestimmten Lithiumbatterien, deren Typ und Bauform für eine interstellare Mission vorgesehen war.
Die Raketenoberstufe auf der IDEFIX CU1 montiert ist gehört zu den hellsten Satelliten und ist mit bloßem Auge sichtbar.

## Frequenzen
Downlink (MHz): 145,840 (NBFM und 400bps BPSK, 0,1 Watt)
Downlink (MHz): 435,270 (NBFM und 400bps BPSK, 1 Watt)